# Einar Andersen
Einar Andersen (Mjøndalen, 5 agosto 1905 – Mjøndalen, 4 marzo 1981) è stato un calciatore norvegese, di ruolo attaccante.

## Carriera

### Club
Andersen vestì la maglia del Mjøndalen. Vinse tre edizioni della Norgesmesterskapet: 1933, 1934 e 1937.

### Nazionale
Conta 13 presenze e 4 reti per la Norvegia. La prima di queste presenze fu datata 29 maggio 1927, nella sconfitta per 0-1 contro la Danimarca. Il 3 giugno 1928, arrivarono le prime reti: fu autore di una doppietta nella vittoria per 0-6 sulla Finlandia.

## Palmarès

### Club

#### Competizioni nazionali
- Coppa di Norvegia: 3

Mjøndalen: 1933, 1934, 1937